# A Better Call Saul epizódjainak listája
Ezen az oldalon a Better Call Saul című amerikai televíziós sorozat epizódjainak listája található.

## Sorozat összefoglaló
| Évad | Évad | Epizódok | Epizódok         | Eredeti bemutató    | Eredeti bemutató  | Magyar bemutató      | Magyar bemutató      |
| Évad | Évad | Epizódok | Epizódok         | Évad premier        | Évad befejezése   | évad premier         | évad befejezés       |
| ---- | ---- | -------- | ---------------- | ------------------- | ----------------- | -------------------- | -------------------- |
|      | 1    | 10       | 10               | 2015. február 8.    | 2015. április 6.  | 2015. február 26.    | 2015. április 30.    |
|      | 2    | 10       | 10               | 2016. február 15.   | 2016. április 18. | 2016. július 28.     | 2016. szeptember 29. |
|      | 3    | 10       | 10               | 2017. április 10.   | 2017. június 12.  | 2017. április 13.    | 2017. június 22.     |
|      | 4    | 10       | 10               | 2018. augusztus 6.  | 2018. október 8.  | 2018. szeptember 27. | 2018. november 29.   |
|      | 5    | 10       | 10               | 2020. február 23.   | 2020. április 20. | 2020. június 4.      | 2020. augusztus 6.   |
|      | 6    | 13       | 7                | 2022. április 18.   | 2022. május 23.   | 2022. szeptember 8.  | 2022. október 20.    |
| 6    | 6    | 13       | 2022. július 11. | 2022. augusztus 15. | 2022. október 27. | 2022. december 1.    |                      |

## Első évad (2015)
| Sor. | Év. | Cím                                     | Rendező           | Író                          | Premier                             | Nézettség   |
| --- | --- | --------------------------------------- | ----------------- | ---------------------------- | ----------------------------------- | ----------- |
| 1. | 1.  | Uno (Uno)                               | Vince Gilligan    | Vince Gilligan & Peter Gould | 2015. február 8. 2015. február 26.  | 6,88 millió |
| A Breaking Bad eseményeit követően Saul Goodman kénytelen Nebraskában élni Gene Takavic álnéven, mint a Cinnabon pékség egyik alkalmazottja. Az élete állandó rettegés, a lebukástól való félelem. Otthon a régi kazettáit nézegeti, amin ügyvédi reklámjai találhatóak. A nosztalgiázás közben visszakerülünk egészen 2002-be, amikor a története kezdődött. Ekkor még eredeti nevén, mint Jimmy McGill próbált meg helytállni kezdő ügyvédként Albuquerque-ben. A kirendelésekből nem tud megélni, ügyfelek soha nem keresik fel ütött-kopott irodájában, amit egy vietnámi manikűrszalon raktárában rendezett be. Ráadásul bátyját, a valamikori ügyvédet, Chuck-ot is neki kell felügyelnie, mióta az néhány éve egy különös betegség miatt hiperérzékennyé vált minden elektromágneses dologra. Chuck a jól menő Hamlin, Hamlin & McGill Ügyvédi Iroda egyik alapítója, a társa, Howard Hamlin azonban nem hajlandó kifizetni a neki járó 17 millió dollárt Jimmy kérésére, mert visszavárják a munkába. Ráadásul egy potenciális ügyfél, a Kettleman-házaspár, amelynek családfője 1,6 millió dollárt sikkasztott, nem őt bízza meg jogi képviselettel, hanem Hamlinéket. Kiterveli, hogy két gördeszkás srácot felbérelve közúti balesetet mímel, hogy így szerezze meg őket ügyfélként, de véletlenül rossz autónak mennek neki, s így a két srác és Jimmy is a hírhedt gengszter, Tuco Salamanca foglyai lesznek. |     |                                         |                   |                              |                                     |             |
| 2. | 2.  | Mijo (Mijo)                             | Michelle MacLaren | Peter Gould                  | 2015. február 9. 2015. március 5.   | 3,42 millió |
| Tuco kivallatja Jimmyt, aki elmondja neki, hogy az ikrek neki dolgoztak, de véletlenül rossz autónak mentek neki. A garázsban azonban az egyik srác azt mondja, hogy mindent Jimmy tervelt ki. Tuco ezért dühében mindhármukat a sivatagba viszi, hogy végezzen velük, de előbb meg akarja tudni, mit is akarnak valójában. Jimmy szorult helyzetében FBI-ügynöknek hazudja magát, de Tuco egyik embere, Nacho ezt nem hiszi el, mire bevallja, hogy igazából ügyvéd. Őt elengedik, de az ikrekkel végezni akarnak, csak Jimmy hathatós rábeszélése miatt lesz végül „igazságos, de kemény” lábtörés az ügy vége. Később Nacho meglátogatja őt az irodájában: elárulja, hogy el akarja lopni Kettlemanék 1,6 millió dollárját, amiről a sivatagban beszélt, és neki, mint informátornak, járna 10%. Jimmy megtagadja a közreműködést, mondván hogy ő ügyvéd, és nem bűnöző. Nacho azért otthagyja a telefonszámát, ha esetleg meggondolná magát. |     |                                         |                   |                              |                                     |             |
| 3. | 3.  | Nacho (Nacho)                           | Terry McDonough   | Thomas Schnauz               | 2015. február 16. 2015. március 12. | 3,23 millió |
| Az epizód elején egy visszaemlékezésben láthatjuk, hogy Chuck kihozza a börtönből Jimmyt, akit több bűncselekménnyel is vádolnak, azzal a feltétellel, ha felhagy ezzel az életmóddal. Visszatérve 2002-be, Jimmy eltorzított hangon felhívja Kettlemanéket, hogy valaki el akarja lopni a pénzüket. Amikor ezután a házukhoz megy, megtudja, hogy elrabolták őket, Nachót pedig, aki a közelben leskelődött, egy szomszéd bejelentése miatt letartóztatták. A rendőrségen aztán Nacho megfenyegeti Jimmyt, hogy az életével játszik, ha nem éri el, hogy szabadlábra helyezzék, ugyanis őt gyanítja az elfogása mögött. Kutakodása közben Jimmy azzal a felvetéssel él, hogy Kettlemanéket hátha el sem rabolták, csak bujkálnak. Ezt senki nem hiszi el neki, csak Mike, aki parkolóőrként dolgozik a bíróság mellett. A tanácsát megfogadva végül rátatál az erdőben a családra, az elsikkasztott 1,6 millió dollárral együtt. |     |                                         |                   |                              |                                     |             |
| 4. | 4.  | Hőstett (Hero)                          | Colin Bucksey     | Gennifer Hutchison           | 2015. február 23. 2015. március 19. | 2,87 millió |
| Egy visszaemlékezésben azt láthatjuk, hogy Jimmy és a haverja, Marco, hogyan vernek át alkalmi ivócimborákat hamis Rolex-órák segítségével. 2002-ben visszatérve a Kettleman-házaspár le akarja fizetni Jimmyt a hallgatásért, de ő ebbe nem hajlandó belemenni, csak ha őt bízzák meg ügyvédi képviselettel. Annak ellenére, hogy erre mégsem kerül sor, elteszi a pénzt. Sikeresen kihozza Nachót a fogdából, aki viszont életveszélyesen megfenyegeti őt. Jimmy a pénzből új ruhákat vesz, frizurát csináltat magának, és egy olyan óriásplakátot, ami a megszólalásig hasonlít a Hamlin, Hamlin & McGill-ére. Howard bíró elé viszi az ügyet, és eléri, hogy távolítsa el saját költségén a reklámot. Jimmy azonban ezt is kihasználja, amikor diákokkal forgattat felháborodott hangvételű válaszvideót a plakát hátterében, miközben „véletlenül” lezuhan a plakátot leszedő munkás, és neki kell „megmentenie” az életét. Másnap tettével a hírekbe is bekerül, ami meghozza az ügyfeleket is, de erről Chucknak nem akar szólni, ezért nem viszi be neki az aznapi újságot. A gyanakvó Chuck, betegsége ellenére, kirohan a szabadba, hogy a szomszéd újságját megszerezve szerezzen tudomást a dolgokról. |     |                                         |                   |                              |                                     |             |
| 5. | 5.  | Alpesi pásztorfiú (Alpine Shepherd Boy) | Nicole Kassell    | Bradley Paul                 | 2015. március 2. 2015. március 26.  | 2,71 millió |
| Chuck-ot a szomszédja bejelentése miatt letartóztatják, majd kórházba kerül. Az orvos pszichiátriai kezelésre akarja őt beutalni, ami ellen Jimmy tiltakozik, noha az orvos szerint a betegségének pszichoszomatikus okai vannak. Közben megjelennek az első ügyfelek is, akik jelentős részben fura figurák, de végül rájön, hogy a legjobban az idősek jogi képviseletével tud pénzt keresni. Hamlinék kolléganője és az ő barátja, Kim javaslatára egy öregek otthonában kezdi el magát reklámozni. Eközben Mike-nál rendőrök jelennek meg, akik egyenesen Philadelphiából érkeztek... |     |                                         |                   |                              |                                     |             |
| 6. | 6.  | Zsaruk (Five-O)                         | Adam Bernstein    | Gordon Smith                 | 2015. március 9. 2015. április 2.   | 2,57 millió |
| Visszaemlékezésben láthatjuk, ahogy Mike vonattal Albuquerque-be érkezik Philadelphiából menye, Stacey kérésére. Kiderül, hogy Mike fiát, aki szintén rendőr volt, nemrégiben megölték. Mike-nak lőtt seb van a vállán, amit egy állatorvos varr össze, aki munkát ajánl neki, de egyelőre elutasítja. Visszatérvén 2002-be, Mike-ot beviszik a rendőrségre, ahol Jimmyt hatalmazza meg ügyvédként. Megkéri őt, hogy öntse le az egyik nyomozót kávéval, hogy ellophassa a jegyzetfüzetüket, amibe Jimmy eleinte nem akar belemenni, de aztán mégis megteszi. A füzetből kiderül, hogy a nyomozókat Stacey hívta ide. Találkozásukkor ingerülten közli vele, hogy Mike volt az egyetlen tiszta zsaru. Egy másik visszaemlékezésből láthatjuk is, hogy miért: fia halála miatt érzett bánatában Mike rengeteget járt kocsmába, és egy ilyen este találkozik az egyik helyen Hoffmann és Fenski rendőrökkel, akikkel közli, hogy tudja, hogy ők ölték meg a fiát, azért, mert féltek tőle, hogy eljárna a szája. A két rendőr azt tervezi, hogy Mike-ot is megölik, de ő túljár az eszükön, és végül ő végez mindkettejükkel. Végül Mike könnyek között vallja be Stacey-nek, hogy az ő javaslatára Mike beleállt volna a korrupt üzelmekbe, de a társai, akik látták rajta, hogy hezitál, inkább megölték. |     |                                         |                   |                              |                                     |             |
| 7. | 7.  | Bingó (Bingo)                           | Larysa Kondracki  | Gennifer Hutchison           | 2015. március 16. 2015. április 9.  | 2,67 millió |
| Mike-ot és Jimmyt visszaidézik a kapitányságra, ahol a fiatalabb nyomozó dühödten követeli vissza a jegyzetfüzetet. amit visszaadnak azzal, hogy azt a parkolóban találták. Később Jimmy úgy dönt, hogy új helyen bérel irodát, egy sokkal nagyobbat és fényűzőt, ahová Kimet szeretné partnernek, de ő nemet mond. Közben Kimmel felmondják a meghatalmazást Kettlemanék, mert ragaszkodnak az ártatlanságukhoz, és az ügyben ő annyit tudna csak elérni, hogy 16 hónapra kellene börtönbe mennie a férjnek, 30 év helyett. Ezután Jimmyhez mennek, akit meg akarnak hatalmazni azzal, hogy mondják ki őket ártatlannak, de ő visszairányítja őket Kimhez. A házaspár ezt nem fogadja el, és mivel tudják, hogy a pénz egy része, 30 ezer dollár nála van, megfenyegetik, hogy ő is börtönbe kerül, ha nem működik együtt. Aznap este Mike segítségével megszerzi a házukból az eldugott pénzt, hozzáteszi a saját 30 ezer dollárját, majd most már ő zsarolja meg őket, hogy fogadják el Kim ajánlatát. Kim hálás neki, ő viszont elkeseredett, mert így nem maradt pénze az új irodára. Hamarosan befut egy újabb ügyfél hívása... |     |                                         |                   |                              |                                     |             |
| 8. | 8.  | RICO (RICO)                             | Colin Bucksey     | Gordon Smith                 | 2015. március 23. 2015- április 16. | 2,87 millió |
| Visszaemlékezésben láthatjuk, ahogy Jimmy, aki a Hamlin, Hamlin & McGill-nél a postázón dolgozik, levelet kap arról, hogy sikerült a szakvizsgája, és teljes értékű ügyvéd lehet. Howard azonban semmi szín alatt nem hajlandó őt bevenni társként az üzletbe. Visszatérve 2002-be, Hamlinék épp a Kettleman-ügy sikerét ünnepelik, miközben Jimmy a Sandpiper idősotthonba tart egy ügyfeléhez, végrendeletet készíteni. Ott feltűnik neki, hogy az otthon gyanúsan sok pénzt tesz zsebre különféle költségek címén az idősektől. Megpróbálja felgöngyölíteni az ügyet, de az otthonból kidobják, így kénytelen éjjel visszamenni, hogy a szemetükben turkálva megsemmisített iratokat keressen. Az ügy felderítésében Chuck is elkezd neki segíteni. Mike megengedi Stacey-nek, hogy elköltse a Matt által átadni akart vesztegetési pénzt, majd visszamegy az állatorvoshoz, mert most már érdekelné az a bizonyos munka. Jimmy megbeszélésre hívja a Sandpiper ügyvédeit, ahol is Chuck különféle példákat felhozva 20 millió dollár kártérítést követel, majd elmondja Jimmynek, hogy lehet megnyerni a pert, ami mindkettejüket felvillanyozza. Másnap Jimmy átmegy Chuck-hoz az új ügyfelek irataival, amiket a kocsiban felejt, és amiért Chuck megy ki; döbbenten látják, hogy a szabad ég alatt az égvilágon nincs semmi baja.                                                                                   |     |                                         |                   |                              |                                     |             |
| 9. | 9.  | Pimento (Pimento)                       | Thomas Schnauz    | Thomas Schnauz               | 2015. március 30. 2015. április 23. | 2,38 millió |
| Mike egy munkalehetőséget kap: el kell kísérnie egy férfit, Pryce-t egy találkozóra, ahol lopott gyógyszereket ad el Nachóéknak. Sikeresen eléri, hogy a másik két jelölt helyett csak őt alkalmazzák, háromszoros bérért, és még az üzlet lebonyolításában is segít. Eközben Chuck jobban érzi magát ahhoz, hogy visszamenjen Jimmyvel a Hamlin, Hamlin & McGill-hez, és felajánlják neki a Sandpiper-ügyet, mely kezd túlnőni rajtuk. Howard elfogadja azt, és Jimmynek is adna honoráriumot a segítségéért, de abba már nem hajlandó beleegyezni, hogy társulhasson is velük. A dühös Jimmy válaszul visszavonja az ajánlatát, hiába próbálja meg lebeszélni róla Kim. Hamarosan rájön arra is, hogy igazából nem Howard, hanem Chuck az, aki nem akarja, hogy társuljon, és aki a kezdetektől akadályozta őt, mondván, ő nem igazi ügyvéd, és nem való erre a pályára a múltbeli stiklijei miatt. Ennek hatására úgy dönt, végleg különválnak útjai a bátyjával. |     |                                         |                   |                              |                                     |             |
| 10. | 10. | Marco (Marco)                           | Peter Gould       | Peter Gould                  | 2015. április 6. 2015. április 30.  | 2,53 millió |
| Az epizód elején visszaemlékezésben láthatjuk, ahogy Jimmy otthagyja cimboráját, Marcót, hogy Új-Mexikóba költözzön, és így felhagyjon a „Csúszós Jimmy” imidzzsel. A jelenben Jimmy elfogadja a húszezer dollárt, és eladja a Sandpiper-ügyet a Hamlin, Hamlin & McGill-nek, ha cserébe Howard gondoskodik Chuck-nak az ellátásáról. Miután bingóhúzás közben teljesen kiakad, úgy dönt, a leghelyesebb, ha elutazik egy időre. Hazamegy Illinois-ba, ahol egyből megkeresi Marcót, és újra elkezdik csinálni a régi pénzlehúzós stikliket. Egy hét után azonban az üzenetrögzítőjét meghallgatva rájön, hogy az ügyfelei számítanak rá, ezért vissza akar menni Albuquerque-be. Marco kérésére még egy utolsó, Rolexes lehúzást akarnak csinálni, ám Marco az akció közben szívrohamban meghal. Jimmy visszatér a városba, mert Kim jó hírrel szolgál neki: egy jól menő Santa Fé-i ügyvédi iroda bevenné maga mellé társnak, ha segít nekik a közös ügyük megoldásában. Végül mégsem megy el a találkozóra, hanem felkeresi Mike-ot, és megkérdezi tőle, miért nem tették annak idején zsebre inkább azt az 1,6 millió dollárt. Mike azt feleli, azért nem, mert neki nem erre szólt a munkája, míg Jimmy kijelenti, hogy bármi is tartotta vissza ettől eddig, többé már nem fogja. |     |                                         |                   |                              |                                     |             |

## Második évad (2016)
| Sor. | Év. | Cím                           | Rendező          | Író                             | Premier                                | Nézettség   |
| --- | --- | ----------------------------- | ---------------- | ------------------------------- | -------------------------------------- | ----------- |
| 11. | 1.  | Váltás (Switch)               | Thomas Schnauz   | Thomas Schnauz                  | 2016. február 15. 2016. július 28.     | 2,57 millió |
| Az epizód a jelenben kezdődik, ahol Saul Goodman Nebraskában dolgozik a Cinnabonnál, rejtőzködve a Breaking Bad eseményei után. Mikor kiviszi a szemetet, és véletlenül magára zárja az ajtót, nem mer kimenni a vészkijáraton, mert azzal riasztaná a rendőröket. Míg várakozik, hogy valaki megérkezzen a garázsba, belekarcolja a falba, hogy „SG itt járt.” Visszatérve 2002-be, Jimmy úgy dönt, hogy visszautasítja a Davis & Main ajánlatát és bezárja az ügyvédi irodáját is. Kim a szemére veti a viselkedését, de Jimmy hajthatatlan, sőt, ráveszi a nőt, hogy simliskedéssel húzzanak le egy gazdag brókert, hogy ő fizesse a számlájukat. Az izgalmakkal teli este hatására együtt töltik az éjszakát. Végül Jimmy úgy dönt, hogy mégis elfogadja a Davis & Main állásajánlatát. Közben Pryce kirúgja Mike-ot, mert úgy véli, nincs már szüksége testőrre, viszont a következő találkozón Nacho kihasználja ezt és megszerzi a férfi címét. Betörnek hozzá és ellopják a baseballkártyáit. A rendőröknek viszont gyanús lesz a történet, és kis kutakodás után találnak a házban egy titkos rejtekhelyet. |     |                               |                  |                                 |                                        |             |
| 12. | 2.  | Pitenyomó (Cobbler)           | Terry McDonough  | Gennifer Hutchison              | 2016. február 22. 2016. augusztus 4.   | 2,23 millió |
| Howard meglátogatja Chuckot, aki nemtetszéssel fogadja a hírt, hogy Jimmy a Davis & Main-nél dolgozik. Meg is látogatja őket egy megbeszélés közben, amivel felbosszantja öccsét. Közben Mike figyelmezteti Pryce-t, hogy a baseballkártyák iránti nyomozás ürügyén a rendőrség azt gyanítja, hogy ő egy drogdíler, ezért felajánlja, hogy majd ő megkeresi a kártyákat, csak fogja be a száját a zsaruk előtt. Mike visszaszerzi azokat Nachótól, miután megzsarolja őt, hogy elmesél mindent Tucónak a piti drogügyeiről. Nacho Pryce Hummerjéért cserébe adja vissza a holmit. Ezután Mike felkéri Jimmyt, hogy segítsen kihúzni a pácból Pryce-t, amit úgy ér el, hogy a rendőröknek azt hazudja: az egész egy fétispornó miatti félreértés. Ráadásul bizonyítékot is hamisít: a tuti alibi érdekében levideózza őt, ahogy „pitenyomást” végez, vagyis meztelen fenékkel beleül egy doboz pitébe. |     |                               |                  |                                 |                                        |             |
| 13. | 3.  | Amarillo (Amarillo)           | Scott Winant     | Jonathan Glatzer                | 2016. február 29. 2016. augusztus 11.  | 2,2 millió  |
| Miután Jimmy ügyes trükkökkel egy rakás ügyfelet szerez magának, Chuck elkezd aggodalmaskodni azok törvénytelensége miatt. Jimmy lerázza magáról a vádakat, Kim viszont figyelmezteti, hogy legyen óvatosabb, mert mivel ő hozta őt a céghez, így az ő karrierjének is véget vethet egy simlis húzás. Jimmy reklámfilmet forgat, ami hatalmas siker lesz, noha nem kérte ki előzetesen senkinek az engedélyét, ami miatt kitör a botrány. Stacey folyamatosan arra panaszkodik Mike-nak, hogy lövöldöznek a környéken, és miután golyónyomokat lát, eldönti, hogy elköltözteti őket a környékről. Ezután meglátogatja Nachót, aki munkát ad neki: egy bizonyos illetővel kapcsolatban kellene intézkednie... |     |                               |                  |                                 |                                        |             |
| 14. | 4.  | Vége a játszadozásnak (Hero)  | Adam Bernstein   | Gordon Smith                    | 2016. március 7. 2016. augusztus 18.   | 2,2 millió  |
| Jimmyt beidézik a Davis & Main vezetősége elé a reklámjai miatt, de kap egy második esélyt, hogy tisztázza magát. Közben a Hamlin, Hamlin & McGill-nél Kimet lefokozzák ugyanazért, amiért Jimmy nekimegy Chucknak. Felajánlja, hogy abbahagyja az ügyvédkedést, ha Kimet visszaveszik teljes állásba, de Chuck nem megy bele, úgy gondolván, hogy öccse majd most jól lejáratja magát. Közben Nacho elárulja, hogy a bizonyos személy, akivel végezni kell, nem más, mint Tuco, akitől fél. Mike nem mer vele végezni, mert úgy véli, az felkeltené a kartell figyelmét is, ezért inkább megrendez egy jelenetet, és Tucót rablás és garázdaság miatt tartóztatják le, 5-10 évre kivonva őt a forgalomból. |     |                               |                  |                                 |                                        |             |
| 15. | 5.  | Rebecca (Rebecca)             | John Shiban      | Ann Cherkis                     | 2016. március 14. 2016. augusztus 25.  | 1,9 millió  |
| Egy múltbeli jelenetben láthatjuk, hogy Chuck feleségét, Rebeccát lenyűgözte Jimmy, ami Chucknak nem igazán tetszik. Visszatérve a jelenbe, Jimmy megpróbálja rábírni Kimet, hogy perelje be a Hamlin, Hamlin & McGill-t, de Kim visszautasítja, és közli vele, hogy a saját karrierje miatt aggódjon. Mintegy igazolásképpen Jimmy mellé szegődik egy munkatársa, Erin, névleg azért, hogy segítsen neki beilleszkedni, de igazából azért, hogy szemmel tartsák. Közben Kim egy új ügyfelet vállalna, hogy visszaszerezze régi pozícióit, amibe Howard nem megy bele, Chuck viszont igen, de csak miután elmesél egy dehonesztáló történetet Jimmyről. Mike találkozik Tuco nagybátyjával, Hector Salamancával, aki ötezer dollárt ajánl fel neki, ha cserébe azt mondja a rendőröknek, hogy Tuco fegyvere igazából az övé volt, hogy így csökkentsék a büntetését. |     |                               |                  |                                 |                                        |             |
| 16. | 6.  | Bali Ha'i (Bali Ha'i)         | Michael Slovis   | Gennifer Hutchison              | 2016. március 21. 2016. szeptember 1.  | 2,11 millió |
| Jimmy a munkája miatt kényelmetlenül érzi magát, álmatlanságtól szenved, és csak a régi, szűk irodájában érzi magát jól. Bár Kim visszakerül a régi pozíciójába, Howard folyamatosan megalázza, és csak garantáltan vesztes ügyeket bíz rá. Végül Rich Schweikart, a Schweikart & Cokely Ügyvédi Irodától állást ajánl neki jobb feltételekkel. Kim mégse tudja, mit tegyen, ezért pillanatnyi zavarában ismét részt vesz Jimmy egyik játékában, ahol ezúttal tízezer dollárral húznak le egy befektetőt. Kim irigy lesz Jimmyre a sikerei miatt, aki inkább hazudik neki, csak hogy a nő az állásában maradjon. Mike visszautasítja az ötezer dolláros ajánlatot, amiért a Salamanca-ikrek elkezdik őt zaklatni. Miután a családját is megtalálják, mégis elvállalja a melót, de ötvenezer dollárért, aminek a felét Nachónak adja, amiért legutóbb nem végzett teljes értékű munkát. |     |                               |                  |                                 |                                        |             |
| 17. | 7.  | Színes egyéniség (Inflatable) | Colin Bucksey    | Gordon Smith                    | 2016. március 28. 2016. szeptember 8.  | 2,03 millió |
| Egy visszaemlékezésben láthatjuk, ahogy Jimmy gyerekkorában csalódik az apjában, akit szemrebbenés nélkül átvernek az üzletében, és ennek hatására ő is úgy határoz, hogy így tesz. A jelenbe visszatérve Jimmy képviseli Mike-ot a Tuco fegyverével kapcsolatos ügyben. Ki akar lépni a Davis & Main-től, de nem teheti, mert akkor vissza kellene fizetnie a tetemes belépési bónuszt. Joghézagok után kutatva rájön, hogy nem kell semmit visszafizetnie, ha őt rúgják ki, ezért aztán mindent megtesz, hogy a vezetőség agyára menjen. Végül kirúgják, és ekkor úgy határoz, hogy megalapítja a saját ügyvédi irodáját, Kimmel. Kim azonban nem csatlakozik hozzá, mert Jimmy nem tudja megígérni neki, hogy mindig tisztességes és egyenes lesz. Így hát egyedül költözik vissza a régi irodájába a manikűrszalonban. Kim megkeresi őt és felajánlja, hogy osztozhatnak az irodán, de egyéni ügyvédekként kell dolgozniuk, amin Jimmy hezitálni kezd. Közben Mike megígéri Stacynek, hogy jobb házba költözteti őket, miközben Hector után kutat. |     |                               |                  |                                 |                                        |             |
| 18. | 8.  | Fifi (Fifi)                   | Larysa Kondracki | Thomas Schnauz                  | 2016. április 4. 2016. szeptember 15.  | 1,93 millió |
| Jimmy elfogadja Kim javaslatát, aki pedig kilép a Hamlin, Hamlin & McGill-től. Első ügyfele a Mesa Verde bank, akiket éppen tőlük visz el, és Jimmyvel közösen egy régi fogorvosi rendelő épületében kezdenek el dolgozni. Chuck személyesen próbálja meggyőzni a Mesa Verdét, hogy maradjon náluk, és ez hatalmas erőfeszítések árán sikerül is. Közben Jimmy két kétes ügyfelét használja fel arra, hogy bejusson egy légibázisra, hogy egy B-29-es Fifi repülőgépről készíthessen promóciós felvételeket. Majd meglátogatja a betegeskedő Chuckot, és amíg az alszik, meghamisítja a nála lévő Mesa Verde-dokumentumokat, csak azért, hogy a belejavítás Chuck hibájának tűnjön, és a cég ismét Kim ügyfele legyen. Mike eközben még mindig megfigyeli Hectort, és egy mobil útzárat készít otthon. |     |                               |                  |                                 |                                        |             |
| 19. | 9.  | Elkapva (Nailed)              | Peter Gould      | Peter Gould                     | 2016. április 11. 2016. szeptember 22. | 2,06 millió |
| Mike a mobil csapdájával elkapja Hector egyik teherautóját, és 250 ezer dollárt zsákmányol az egyik kerekéből. Elmondja Nachónak is, hogy ezt azért tette, hogy a rendőrség figyelmét is felkeltése - mire Nacho felvilágosítja, hogy a rendőrség semmit nem fog tudni az ügyről, az egyetlen szemtanú, egy "irgalmas szamaritánus", halott. Chuck megdöbbenve tapasztalja, hogy a Mesa Verdének kárt okoztak, és hathetes csúszást, mert a címek (amiket Jimmy meghamisított) nem stimmeltek a bíróságra korábban beadott kérvény és az iratok között, és így nem tudnak belefogni az új vállalkozásukba. A Mesa Verde Kimmel szerződik le, Chuck pedig azonnal elkezdi gyanítani, hogy ki áll az egész mögött. Meg is vádolja Jimmyt, de Kim kiáll mellette, és a képébe vágja, hogy csak vádaskodik, mert nincs bizonyítéka. Ennek ellenére négyszemközt leteremti Jimmyt és közli vele, hogy tüntesse el a nyomokat. Jimmy lefizeti a fénymásolószalon alkalmazottját, hogy ne mondjon semmit Chucknak, amikor az odamegy. Amikor ez megtörténik, az elektromágneses sugárzás hatására Chuck összeesik, és bár Jimmy az egészet végignézi, mégsem segít a bátyjának. |     |                               |                  |                                 |                                        |             |
| 20. | 10. | Klikk (Klick)                 | Vince Gilligan   | Heather Marion & Vince Gilligan | 2016. április 18. 2016. szeptember 29. | 2,26 millió |
| Egy visszaemlékezésben láthatjuk, ahogy a McGill-fiúk anyja a halálos ágyán kétszer is Jimmyt szólítja, Chuckot pedig egyszer sem, ami nagyon rosszul esik a bátynak. A jelenben Jimmy mégis kihívja a mentőket, akik a kórházba viszik Chuckot. Chuck rájön, hogy Jimmy lefizette az alkalmazottat és az egész az ő műve volt, de Ernesto megcáfolja őt. Közben Mike egy mesterlövészpuskával le akarja lőni Hector Salamancát, amikor az éppen ki akarja végeztetni a csapdába esett teherautó sofőrjét. Nem tud azonban pontosan célozni, mert Nacho folyton elállja az utat. Valaki ekkor rádudál, és egy üzenetet hagy neki, hogy ne tegye. Közben a kórházban az akarata ellenére CT- és MRI-vizsgálatot végeznek Chuckon, az orvosok szerint pedig bár egyébként egészséges, a stressz miatt katatón állapotba került. A történtek hatására Jimmy kiáll mellette és hazaviszi őt, nem sokkal később pedig Chuck kilép a Hamlin, Hamlin & McGill-től is. Amikor ezt Jimmy megtudja, a bátyja lakására rohan, aki éppen ekkor borítja be az egész házat sugárzás-visszaverő fóliával. Elmondja, hogy azért csinálja, mert a falak semmit nem fognak belőle vissza, és emiatt kezd megbomlani az elméje is, többek között emiatt szúrta el a Mesa Verde-ügyet is. Az aggódó Jimmy bevallja, hogy mindent ő csinált, csak hogy meggyőzze Chuckot, hogy az elméjével semmi baj, és folytathatja tovább a jogászkodást. Chuck azonban csak színlelte az egészet, és Jimmy őszinte vallomását magnóra rögzítette... |     |                               |                  |                                 |                                        |             |

## Harmadik évad (2017)
| Sor. | Év. | Cím                                    | Rendező         | Író                          | Premier                             | Nézettség   |
| --- | --- | -------------------------------------- | --------------- | ---------------------------- | ----------------------------------- | ----------- |
| 21. | 1.  | Mabel (Mabel)                          | Vince Gilligan  | Vince Gilligan & Peter Gould | 2017. április 10. 2017. április 13. | 1,81 millió |
| Rövid kitekintésünkben a jelenbe ezúttal azt láthatjuk, hogy Saul, aki Gene néven fahéjas csigákat süt Nebraskában, segít lebuktatni egy bolti tolvajt, ám ezt követően kibukik belőle az ügyvéd, mikor tanácsot ad a fiúnak, majd később sütés közben összeesik. Visszatérve 2002-be Chuck és Jimmy közt továbbra is feszült a viszony. Chuck lejátssza a hangfelvételt Howardnak, aki szerint a felvétel önmagában túl gyenge bizonyíték. Chuck viszont megtalálja a módját, hogy vegye hasznát: elintézi, hogy Ernesto „véletlenül” meghallja, mi szerepel rajta. Eközben Mike hosszas kutatás után rájön, hogy a kocsijának a tanksapkájába adóvevőt szereltek. Kicseréli titokban egy másikra, majd a régit lemeríti, és miután megvárta az illetőt, aki eljött érte és elvitte magával, egy nyomkövető segítségével üldözőbe veszi. |     |                                        |                 |                              |                                     |             |
| 22. | 2.  | A tanú (Witness)                       | Vince Gilligan  | Thomas Schnauz               | 2017. április 17. 2017. április 20. | 1,46 millió |
| Jimmy felveszi az irodába titkárnőnek Francescát. Mike a nyomkövető segítségével eljut a Los Pollos Hermanos csirkeétterembe, de ott elveszíti a nyomot. Megkéri Jimmyt, hogy menjen be egy reggelire, és tartsa szemmel a gyanúsnak vélt illetőt és a táskáját, mert abban lehet valami, ami fontos számukra. Nem jutnak semmire, az étterem tulajdonosa, Gus Fring ugyanis nagyon óvatos és ügyelt mindenre. Mike tovább követi az adóvevőt, amit az út közepén talál meg egy telefon társaságában, amely csörög. Eközben Ernesto elmondja Kimnek, amit megtudott Chuck hangfelvételéről. Kim, mint Jimmy ügyvédje, megnyugtatja őt, hogy a felvétel nem jelent veszélyt. Jimmy elrejti a dühét Kim elől, majd Chuckhoz indul. Betör a házba, szidalmazza Chuckot, majd kettétöri a kazettát. Ám kiderül, hogy mindez a terv része volt, hiszen a házban tartózkodott ekkor Howard és egy magánnyomozó is, ők pedig mindent hallottak, ez pedig már elég bizonyíték lehet ellene. |     |                                        |                 |                              |                                     |             |
| 23. | 3.  | Meg nem térülő befektetés (Sunk Costs) | John Shiban     | Jonathan Glatzer             | 2017. április 24. 2017. április 27. | 1,52 millió |
| Gus és Mike megállapodnak abban, hogy előbbi nem követi jeladóval utóbbit, ha az nem akarja megölni Hectort, személyes okokból. Mindazonáltal mivel mindketten szeretnének borsot törni Hector orra alá, Mike elmegy Gus személyes orvosához, Barry Goodmanhez, akitől kokaint szerez be, és azt furfangos módon a kartell egyik határátlépő teherautójára juttatja - az utasait pedig letartóztatja a DEA. Eközben Jimmyt beviszik a fogdára, ahol a saját képviseletét óhajtja ellátni, annak ellenére, hogy Kim önként jelentkezik az ügyvédjének. Miután óvadék ellenében szabadul, elmondja Kimnek, hogy nem szeretné, ha belekeveredne a Chuckkal folytatott zűrös ügyeibe, mert azzal tönkretenné az ő praxisát is. Chuck beszélget az ügyésszel, aki mindenképpen börtönt akar Jimmyre kérni, de Chuck szerint lenne más megoldás is. Felajánlja Jimmynek, hogy nem kap büntetést, ha cserébe megírja az ügyvédi kamarának, hogy milyen bűncselekményeket követett el. Ez a kamarából történő kizárást és az ügyvédkedés végét jelentené számára. Kim meggyőzi Jimmyt, hogy vegye fel a harcot Chuckkal szemben. |     |                                        |                 |                              |                                     |             |
| 24. | 4.  | Sabrosito - Kis dagi (Sabrosito)       | Thomas Schnautz | Jonathan Glatzer             | 2017. május 1. 2017. május 4.       | 1,56 millió |
| Hector elviszi Don Eladiónak a tiszteletdíját, de Gus megalázza őt, amikor Juan Bolsán keresztül sokkal több és esztétikusabban csomagolt összeget juttat el a kartell fejének. Hector ezért az éttermében megfenyegeti Gust, hogy mindent csináljon úgy, ahogy ő akarja, Mike visszaküldi a pénzt, amit a szolgálataiért kapott. Később Jimmy fogadja fel Mike-ot, hogy magát ezermesternek álcázva fotózza le, milyen bizarr körülmények között él Chuck. Később Gus személyesen is felkeresi Mike-ot, és elmondja neki, hogy számít még a szolgálataira. Jimmy megírja a vallomását, és egy egyeztetést követően az ügyvédi kamara elé kerülhet a dokumentum. A megbeszélés után Kim közli Chuckkal, hogy szerinte van egy másolata a kazettáról. Chuck ezt nem is tagadja, sőt bevallja, hogy bizonyítékként fogja lejátszani a fegyelmi tárgyalás során. Jimmy és Kim örömmel fogadják Chuck ilyen irányú beismerését, mert minden a terveik szerint alakul. |     |                                        |                 |                              |                                     |             |
| 25. | 5.  | Sikanéria (Chicanery)                  | Daniel Sackheim | Gordon Smith                 | 2017. május 8. 2017. május 11.      | 1,76 millió |
| Visszaemlékezésben láthatjuk, hogy Chuckot meglátogatja exneje, Rebecca, akinek még Jimmy unszolása hatására sem hajlandó mesélni a betegségéről. Visszatérve a jelenbe eljön a fegyelmi tárgyalás napja az ügyvédi kamarában. Jimmy szénája kezdetben nem áll jól, miután lejátsszák a hangfelvételt - az azon hallottakat nem is tagadja. Váratlanul megjelenik a nézők között Rebecca is, amit Chuck Jimmy húzásának tart, hogy kizökkentse őt. Jimmy azonban nem ezzel, hanem azzal támad Chucknak, hogy csak az állapota miatt mondta neki azokat, amiket a hangfelvételen hall, és azzal vádolja a bátyját, hogy betegsége nem is valós, csak szimulál. Chuck nyugodt marad, egészen addig, míg ki nem derül, hogy egy Jimmy által felbérelt fickó, Huell Babineaux másfél órával korábban a zsebébe csempészett egy telefon-akkumulátort, amit már régen meg kellett volna éreznie. Miután Chuck úgy érzi, hogy azzal vádolják, hogy elmebeteg lenne, kifakad Jimmyre, és minden egyes tettét, amivel a múltban keresztbe tett neki, bevallja, majd hozzáteszi, hogy az öccse nem érdemli meg, hogy ügyvéd legyen, és minden tettét ennek rendelte alá. Csak ekkor tudatosul benne, hogy a fegyelmi bizottság minden tagja és a komplett hallgatóság hallotta szavait... |     |                                        |                 |                              |                                     |             |
| 26. | 6.  | Új néven (Off Brand)                   | Keith Gordon    | Ann Cherkis                  | 2017. május 15. 2017. május 18.     | 1,72 millió |
| Jimmy végül elérte, amit akart: a kamara csak egyetlen évre függesztette fel. Chuck is győzelemként értékeli valamilyen szinten, ami történt, mégis rosszabbra fordul az állapota. az utcán kóborol fóliába bugyolálva magát és az orvosának is telefonál, hogy segítséget kérjen. Jimmynek közben ki kell találnia, honnan szerez a jövőben pénzt. Megpróbálja értékesíteni az előre lekötött tévés reklámidejét, kevés sikerrel. Ezt követően azzal próbálkozik, hogy a reklámidőt reklámozza, de nem a saját nevén, hanem Saul Goodmanként. Eközben Nacho kezd kiábrándulni Hector Salamancából, a módszerei miatt, de különösen akkor, amikor az öreg arra akarja kérni, hogy Nacho az egyébként tisztességes apján keresztül csempéssze a drogot. Hector váratlanul rohamot kap, amikor megtudja, hogy Tucót magánzárkába csukták a börtönben. A zűrzavarban Nacho megszerzi az egyik gyógyszerét. Eközben Gus és Lydia Rodarte-Quayle új pénzmosási műveletekhez keresik a megfelelő helyet. |     |                                        |                 |                              |                                     |             |
| 27. | 7.  | Költségek (Expenses)                   | Thomas Schnauz  | Thomas Schnauz               | 2017. május 22. 2017. május 25.     | 1,65 millió |
| Jimmyre nehéz napok köszöntenek: közmunkásnak áll, ahol nem fizetik meg rendesen, és a reklámidőt sem tudja értékesíteni, mert ügyfelei sokallják az árat. Mindemellett rengeteg kiadása is van, és alaposan megcsappan a kasszája. Eközben Nacho felkeresi Pryce-t, és szép pénzt ígér, ha szerez ugyanolyan, de üres kapszulát, mint amilyet Hectortól szerzett. Pryce félelmében Mike-hoz fordul, aki eleinte elutasítja, hogy segítsen neki, de néhány esemény az életében megváltoztatja a szándékát. Miközben létrejön az üzlet Nachóval, megtudja a férfi motivációját, majd azt tanácsolja neki, az akció után cserélje vissza a kapszulákat, hogy ne tudják visszanyomozni. Majd ha már ott van, ő is kér egy szívességet. Kim megvallja Jimmynek is, hogy már nagyon bánja, amit Chuckkal tettek, amire Jimmynek csak annyi a reakciója, hogy a bátyja magának kereste a bajt. Jimmy próbálja a költségeit csökkenteni, ezért megpróbálja felmondani az ügyvédi felelősségbiztosítását. Kérelmét elutasítják, sőt közlik vele, hogy a felfüggesztése után 150%-kal növekszik a biztosítási díja. Jimmy teljesen összeomlik a hír hallatán. Könnyek közt meséli el panaszait az ügyintéző hölgynek, majd amikor látja, hogy a hölgy empatikus vele szemben, mintegy megemlíti a bátyja mentális betegségét is - tudván, hogy a biztosítótársaság ki fogja vizsgálni az esetet. |     |                                        |                 |                              |                                     |             |
| 28. | 8.  | Lejtőn (Slip)                          | Adam Bernstein  | Heather Marion               | 2017. június 5. 2017. június 8.     | 1,63 millió |
| Visszaemlékezésben láthatjuk, ahogy egy trükk érdekében Jimmy és Marco az apja régi boltjából hozza elő érmegyűjteményét. Jimmy az apját is szidalmazza, gyengének tartva őt az őszintesége miatt. A jelenben Chuck a terapeutája tanácsára egyre komolyabb feladatokat képes ellátni, még a szupermarketbe is elmegy bevásárolni. Hamarosan meglátogatja Howard, aki rossz híreket hoz az ügyvédi biztosításával kapcsolatban. Kim és Howard váratlanul összefutnak egy étteremben, ahol Kim vissza akarja fizetni az adósságát az ügyvédi iroda felé, Howard azonban összetépi a csekket és dühösen reagál. Kim elismeri, hogy talán túl gonoszan bántak Chuckkal. Jimmynek nem akarnak fizetni az ügyfelei egy jól sikerült reklámkampány után, ezért beveti a „Csúszós Jimmy” trükköt, ami miatt megsérül a háta, de szép biztosítási pénzt kap. Kim már nem biztos benne, hogy ki tudja termelni a saját részét a bérleti díjból, ezért átvesz egy új ügyfelet. Nacho sikeresen kicseréli Hector gyógyszereit, Mike pedig megtalálja a második évadban lelőtt „irgalmas szamaritánus” holttestét a sivatagban és bejelenti a rendőrségnek a helyét. Később Gushoz fordul, mert szeretné a Hectortól ellopott 200 ezer dollárt tisztára mosni. |     |                                        |                 |                              |                                     |             |
| 29. | 9.  | Zuhanás (Fall)                         | Minkie Spiro    | Gordon Smith                 | 2017. június 12. 2017. június 15.   | 1,49 millió |
| Jimmy beszél a Sandpiper öregek otthonában az egyik csoportvezető idős hölggyel, és kiderül számára, hogy több mint egymillió dollárt kasszírozna, ha sikerülne a Davis & Main, valamint a Hamlin, Hamlin & McGill Ügyvédi Irodáknak peren kívül megegyeznie. Megpróbálja rávenni Howardot, hogy egyezzenek ki, de ő átlát Jimmy szándékain, és elhajtja. Közben a biztosító úgy dönt, hogy ismerve Chuck állapotát, vagy felemelik a biztosítási összeget, vagy Chuck csakis állandó felügyelet mellett végezhetné a munkáját. Chuck ebbe nem megy bele, és perrel fenyegeti a biztosítót. Howard, aki úgy látja, Chuck már nem a régi, szeretné, ha nyugdíjba menne, de válaszul őt is nyolcmilliós perrel fenyegeti, mely az ügyvédi iroda végét jelentené. Mike-ot Lydia alkalmazásba veszi a Madrigal-nál, Kim pedig elvállalja a Gatwood Oil ügyét. Nacho bevallja az apjának, hogy egy darabig Hectornak kellene dolgoznia, ami miatt a dühös és csalódott apa kidobja a fiát a házból. Eközben Jimmy trükkök és stiklik sorával eléri, hogy barátnői megutálják a csoportvezető idős hölgyet az öregek otthonában, és fondorlatosan ráveszi őt arra, hogy mozdítsa elő a megegyezést. Jimmy így megkapja a hatalmas összeget, de Kim túl elfoglalt ahhoz, hogy ünnepeljen vele - a Gatwood Oilhoz készülődik. Útközben teljesen belefeledkezik a munkájába, és autóbalesetet szenved. |     |                                        |                 |                              |                                     |             |
| 30. | 10. | Lámpás (Lantern)                       | Peter Gould     | Gennifer Hutchinson          | 2017. június 19. 2017. június 22.   | 1,85 millió |
| Visszaemlékezésben láthatjuk, ahogy a fiatal Chuck történetet mesél Jimmynek egy lámpás fényénél. A jelenben Kim kartörést szenved a balesete miatt, aminek hatására úgy dönt, egy időre ő is visszavonul az ügyvédkedéstől. Látván nehézségeit, Jimmy végül belemegy, hogy számolják fel a közös irodát, hogy pénzt takarítsanak meg. Eközben Howard inkább kifizet nyolcmilliót a saját megtakarításaiból, csak hogy Chuckot, akivel végleg megromlott a viszonya, kivásároljon az ügyvédi irodából. Hector megvesztegeti Nacho apját a szállítások lebonyolítása érdekében, de nem bízik meg benne, ami aggodalommal tölti el Nachót. Mivel úgy érzi, nincs más választása, megpróbálja megölni az öreget, ám ekkor megérkezik Juan Bolsa és Gus. Juan Bolsa közli, hogy ettől kezdve kizárólag a Los Pollos Hermanos teríti a kábítószert. Hector ezen annyira felhúzza magát, hogy szívrohamot kap. A kavarodásban Nacho visszacseréli a gyógyszereket, amit Gus észrevesz. Jimmy megpróbálja rendezni kapcsolatát Chuckkal, de ő elzavarja és meg is alázza testvérét. Ezután úgy dönt, hogy a nyugdíjas otthon lakóinak életét is rendbe hozza: megrendez egy beismerő vallomást, amelynek hatására megutálja őt az összes idős kliense, de legalább egymással kibékülnek. Most, hogy Jimmynek elveszett a korábbi ügyfélköre, a nulláról kell indítania, ha újra ügyvédkedhet. Eközben Chuck elkezd újra teljesen becsavarodni, mert úgy véli, valami folyamatosan fogyasztja az áramot a házban. Őrületében szétveri a villanyórát, és a falból is kitépkedi a vezetékeket. Végül katatón állapotban fellök egy világító olajlámpást, amelytől kigyullad a háza... |     |                                        |                 |                              |                                     |             |

## Negyedik évad (2018)
| Sor. | Év. | Cím                                    | Rendező           | Író                 | Premier                                 | Nézettség   |
| --- | --- | -------------------------------------- | ----------------- | ------------------- | --------------------------------------- | ----------- |
| 31. | 1.  | Füst (Smoke)                           | Minkie Spiro      | Peter Gould         | 2018. augusztus 6. 2018. szeptember 27. | 1,77 millió |
| A szokásos módon a jelennel kezdődik az évad: Gene (azaz Jimmy) az ájulása után kórházba kerül. Bár az orvosok szerint semmi komoly baja, a kórház recepciósa szerint valami gond van a jogosítványával és a TB-számával. Végül megoldódik a probléma, de már idegesen távozik taxival, azonban a sofőr nagyon méregeti őt, és amikor meglátja, hogy Albuquerque-ből származik, sietve kiszáll. Visszaugorva 2003-ba: a lakástűzben Chuck életét veszti. Jimmy felelősnek érzi magát bátyja haláláért, ezért mély apátiába zuhan. A temetésen aztán Howard azt mondja neki és Kimnek, hogy úgy érzi, az egészről ő tehet, mert Chuck a biztosítási probléma miatti kényszernyugdíjazás miatt öngyilkos lett. Jimmy ezt hallván hirtelen pálfordulatot vesz, és Howardra tolva a felelősséget visszanyeri régi énjét, Kim döbbenetére. Eközben Mike mint biztonsági szakember dolgozik a Madrigal-nál. Bár állása csak alibi munka, ő mégis elmegy az egyik kirendeltségükre, és a biztonsági hiányosságokat kijátszva hívja fel a figyelmet arra, hogy komoly problémák vannak. Hector kórházba kerülése miatt átmenetileg Nacho veszi át a helyét, a kartell utasítására. Gus, aki továbbra is gyanakszik, Nachóra állítja Victort. |     |                                        |                   |                     |                                         |             |
| 32. | 2.  | Lélegzet (Breathe)                     | Michelle MacLaren | Thomas Schnauz      | 2018. augusztus 13. 2018. október 4.    | 1,55 millió |
| Jimmy fénymásolósként szeretne elhelyezkedni, ezzel a tervével azonban felhagy, amikor rájön, hogy el lehetne lopni nagy értékű porcelánfigurákat is a cégtől. Kim összetűzésbe kerül Howarddal, a szemére vetve azt, ahogy Jimmyvel bánik. Bár Lydia szerint Mike munkája csak papíron biztonsági asszisztens, és ezért semmi szüksége nem lenne intézkednie, ő azért nekilát folytatni a Madrigal raktárainak átvizsgálását. Eközben Gus a legjobb orvost bérli fel, hogy segítsen Hectornak felépülni (mert ő akarja megválasztani, hogyan és mikor hal meg), eközben rájön, hogy az esetért Nacho felel. Amikor Nacho és Arturo az üzembe jönnek drogot átvenni, Gus megöli Arturót, és közli Nachóval, hogy most már a markában van. |     |                                        |                   |                     |                                         |             |
| 33. | 3.  | Valami csodaszép (Something Beautiful) | Daniel Sackheim   | Gordon Smith        | 2018. augusztus 20. 2018. október 11.   | 1,51 millió |
| Mike nem akar segíteni a porcelánfigurák ellopásában, ezért Jimmy Ira, a mestertolvaj segítségét kéri. Kim visszatér a munkába, és rögtön szembesül a Mesa Verde terjeszkedési szándékaival. Tyrus úgy intézi, hogy Arturo halála bandaháború eredményének látszódjon, hogy így varrja el a szálakat. Nacho is súlyosan megsérül, és a Salamanca ikrek segítségét kéri. Ők viszont rögtön értesítik a mexikói kartellt is. Félvén a jövőbeli támadásoktól, Juan Bolsa azt javasolja Gusnak, keressen helybéli drogkészítőket, aki fel is figyel egy kitűnő ösztöndíjasára, Gale Boetticher-re. Kim elviszi Jimmynek a Chucktól kapott szerény hagyatékát, és egy neki címzett régi levelet, amiben Chuck nagyon szép szavakkal dicséri Jimmyt. Jimmy szenvtelen hangon olvassa fel, ami megrázza Kimet. |     |                                        |                   |                     |                                         |             |
| 34. | 4.  | Duma (Talk)                            | John Shiban       | Heather Marion      | 2018. augusztus 27. 2018. október 18.   | 1,53 millió |
| Jimmy egy mobilos szaküzletben kap állást, ahová a kutya se jár. Mivel unja már a munkáját, így kapóra jön neki Ira új javaslata, aki többért adta el a figurákat, mint gondolták. Kim új kihívásokat keres, ezért tárgyalásokra jár nézőként csupa olyan ügyben, ahol nincs pénze az embereknek ügyvédre. Victor eladja a Nacho autójából származó drogot az Espinozáknak, akikre aztán Nacho ráküldi az ikreket, akik visszaszerzik azt. Később Nacho rájön, hogy ezzel végső soron Gust erősítette. Mike csoportterápiára jár a fia halála miatt, majd újabb vizsgálatokat végez a Madrigalnál. Gus megtudja, hogy Nacho célja Hector megölése volt, amit Mike is támogatott, mert csak azt ígérte meg, hogy ő nem öli meg. Tudván, hogy Gus akar tőle valamit, arra kéri, mondja el, mi lenne a következő feladata. |     |                                        |                   |                     |                                         |             |
| 35. | 5.  | Jó kis mulatság (Quite A Ride)         | Michael Morris    | Ann Cherkis         | 2018. szeptember 3. 2018. október 25.   | 1,53 millió |
| Egy előretekintésben láthatjuk, ahogy Saul Goodman összeszedi a pénzét és az iratait, mielőtt új személyazonosságot felvéve eltűnne Albuquerque-ből. A jelenben Jimmy lehallgathatatlan feltöltőkártyás telefonokkal kezd el csencselni, és azokat nem a boltban, hanem az utcán adja el. Sikerrel is jár, de három suhanc megveri és elszedik tőle a pénzét. Kim a kirendeléseivel komolyabban kezd el foglalkozni, mint a Mesa Verdével, amiért megfeddik. Mike szakembereket szerez, akik titokban segíthetnek Gusnak felépíteni egy földalatti methlabort. |     |                                        |                   |                     |                                         |             |
| 36. | 6.  | Piñata (Piñata)                        | Andrew Stanton    | Gennifer Hutchinson | 2018. szeptember 10. 2018. november 1.  | 1,4 millió  |
| Visszaemlékezésben láthatjuk, ahogy a harmadéves joghallgató Kim a HHM postázóján dolgozik együtt Jimmyvel, aki, akárcsak Chuck, felfigyel tehetségére. Visszatérve a jelenbe, komoly problémákat okoz Kimnek a Mesa Verde és az ingyenes jogsegély közti egyensúly, miközben Jimmy pénzhiánnyal küszködik. Kim csatlakozik a Schweikart és Cokely Ügyvédi Irodához, így könnyebben tudja kezelni az ügyeit, ami elkeseríti Jimmyt, mert így lőttek a közös ügyvédi irodájukról szőtt álmoknak. Közben megtudja, hogy az egyik első idős ügyfele meghalt, ami jobban elkeseríti, mint Chuck halála. Visszatér az utcára csencselni, és ezúttal móresre tanítja korábbi támadóit. Mike kidolgozza Gus szuperlaborjának építői részére a lakóhelyük terveit. Gus meglátogatja Hectort a kórházban, és egy régi tanmesével illusztrálva közli vele, hogy nem öli meg, hanem hagyja, hogy élete végéig szenvedjen. |     |                                        |                   |                     |                                         |             |
| 37. | 7.  | Valami csacskaság (Something Stupid)   | Deborah Chow      | Alison Tatlock      | 2018. szeptember 17. 2018. november 8.  | 1,35 millió |
| Időugrás történik 2004-be. Kim karja már teljesen helyrejött, de Jimmytől még jobban eltávolodik. Közben Jimmy felfüggesztése is lassan lejár, ezért elkezd irodát keresni magának. De az utcán ugyanúgy terjeszti a telefonokat, méghozzá Saul Goodman álnév alatt. Huellt letartóztatják hivatalos személy elleni erőszak miatt, Jimmy pedig megpróbálja meggyőzni Kimet, hogy képviselve őt érje el, hogy ejtsék a vádakat. Hector kezd felépülni, ezért Gus leállíttatja a kezelését, hogy meghagyja őt ebben az állapotban. Mike-nak közbe kell lépnie, amikor a methlabor építése során konfliktusok alakulnak ki. |     |                                        |                   |                     |                                         |             |
| 38. | 8.  | Coushatta (Coushatta)                  | Jim McKay         | Gordon Smith        | 2018. szeptember 24. 2018. november 15. | 1,37 millió |
| Kim a kollégái segítségével próbálja megoldani Huell ügyét, miközben Jimmy levéláradatot küld a bírónő részére, aki tárgyalja az ügyet; ezt Huell szülővárosából adja fel, majd rengeteg telefon és a színjátszókörös ismerősei segítségével még az ügyésszel is elhiteti, hogy a férfi mellett rengetegen kiállnak és gyűjtést is szerveznek. Huellt kiengedik. KImet valósággal lázba hozza az eset, és közli Jimmyvel, hogy a jövőben is szeretne ilyesmiben részt venni. Mike megpróbálja megoldani a methlabor építőmunkásainak problémáját azzal, hogy sztriptízbárba viszi a fiúkat; a gondot az jelenti, hogy főnökük, Werner, részegen elkotyogja a részleteket vadidegeneknek. Nacho egyre magabiztosabban vezeti az ügyeket, azonban hamarosan újabb Salamanca érkezik: Lalo, aki meglehetős részletességgel érdeklődik a mindennapi ügyek iránt. Félvén a lebukástól, titokban pénzt és hamis iratokat szerez maga és az apja számára, egy esetleges szökéshez. |     |                                        |                   |                     |                                         |             |
| 39. | 9.  | Wiedersehen (Wiedersehen)              | Vince Gilligan    | Gennifer Hutchinson | 2018. október 1. 2018. november 22.     | 1,35 millió |
| Jimmy és Kim trükkösen kicserélik a Mesa Verde részére engedélyeztetett épület terveit egy sokkal nagyobb épületére. Jimmy az ügyvédi kamarába megy, hogy kérelmezze újrafelvételét, de elutasítják, mert a bizottság szerint nem volt őszinte. Kim megjegyzi, hogy Chuckot egyszer sem említette meg, pedig a bátyjával való feszültség volt az oka mindennek. Összevesznek Kimmel, és majdnem külön is költöznek, de Kim az utolsó pillanatban felajánlja neki, hogy segít neki, hogy újra praktizálhasson. Lalo meglátogatja Hectort a kórházban, és egy csengőt visz neki, hogy azzal kommunikálhasson. Még Gusnak is megköszöni, hogy fizette a kezelést, és támogatásáról biztosítja őt. Ezután megkéri Nachót, hogy menjenek el Gus csirkefarmjára, ahol a drogot szokták átvenni. Werner csapata már majdnem befejezi a munkát a methlaborban, de Wernerre pánikroham tör rá, hiányozni kezd neki a felesége, és megszökik. |     |                                        |                   |                     |                                         |             |
| 40. | 10. | A győztes mindent visz (Winner)        | Adam Bernstein    | Thomas Schnauz      | 2018. október 8. 2018. november 29.     | 1,53 millió |
| Visszaemlékezésben láthatjuk, ahogy Chuck megjátssza az örömét azon a napon, amikor Jimmy szakvizsgázását ünnepelték. A jelenben Kim segít Jimmynek a kamarai visszavétele során, miközben az megjátssza, mennyire gyászol Chuck miatt. Felveszi a kapcsolatot Chuck ösztöndíj-jelöltjeivel, és az egyikükről megtudja, hogy lopásért már elítélték. Elhiteti vele, hogy emiatt a stikli miatt nem lehet ösztöndíjas (bár ő maga támogatta a pályázatát), így az egyedüli, amit tehet, hogy az előremenetel érdekében mindent megtesz, amit csak akar. A kamara bizottsága előtt Jimmy előadja, hogy praktizálása során a McGill-nevet akarja öregbíteni, aminek hallatán megenyhülnek, és visszaveszik az ügyvédi kamarába. Kim megdöbbenésére azonban az egész csak színjáték volt: Jimmy a jövőben már nem is hajlandó McGill-ként ügyvédkedni. Eközben Lalo megfigyeli Gus droghálózatának mindennapi működését. A feleségével kapcsolatba lépni kívánó Wernerrel is beszél telefonon, aki majdnem kifecsegi a titkos labor részleteit. Ezt Mike nem hagyhatja, így megöli a férfit. Gus bemutatja a kész labort Gale-nek, amely az ő tervei alapján készült.                                                                    |     |                                        |                   |                     |                                         |             |

## Ötödik évad (2020)
| Sor. | Év. | Cím                                               | Rendező           | Író                        | Premier                              | Nézettség   |
| --- | --- | ------------------------------------------------- | ----------------- | -------------------------- | ------------------------------------ | ----------- |
| 41. | 1.  | A varázsló (Magic Man)                            | Bronwen Hughes    | Peter Gould                | 2020. február 23. 2020. június 4.    | 1,6 millió  |
| A jelenben Gene-t, hiába tűnik el egy pár napra, a taxisofőr, aki felismerte korábban, megtalálja, és ráveszi, hogy ismerje be, hogy ő Saul Goodman. Kétségbeesésében felhívja Edet, hogy szerezzen neki ismét új személyazonosságot, de az utolsó pillanatban úgy dönt, maga veszi kézbe az ügyet. Visszaugorva 2004-be Jimmy azt mondja, azért fogja magát ezentúl Saul Goodman-nek hívni, mert így ismerik őt potenciális ügyfelei, és így könnyebben lesz ügyfélköre. Elhatározza, hogy a telefonos ügyletekből megmaradt készülékeit elosztogatja, és beprogramozza a telefonszámát mindegyikbe. Akinek nem jut, annak 50%-os kedvezményt ígér az ügyvédi munkadíjból. Nacho tájékoztatja Lalót, hogy a Guséktól származó drogot felütötték valamivel. Amikor Gusnál érdeklődnek erről, ő azt hazudja, hogy egy hűtőraktárat építettek a csirkehúsnak, Werner meglopta őt és elmenekült a kokainjával, amit metamfetaminnal kellett kevernie. Lalo elfogadja ezt magyarázatként, de továbbra is gyanakszik. Gus lezáratja az épülőfélben lévő labort és hazaküldi Werner embereit. Mike-ot is megtartaná további utasításig az állásában, de ő kellemetlenül érzi magát, amiért Gus nem érez semmit Wernerrel kapcsolatban. A régi kamerás csapatával Saul belehajszolja a kerületi ügyészt egy magyarázkodásba, és ezzel is reklámot csap magának. Kim eléri az egyik ügyfelénél, hogy tárgyalás tartása nélkül kapjon csak 5 hónapot, míg tárgyalás esetén éveket is kaphatna. Az ügyfél mindenáron tárgyalást akar, Saul viszont ráveszi Kimet, hogy hazudja azt, hogy visszavonták az alkut, csak hogy kedvezőbben jöjjön ki az ügyfele. Az epizódot az Edet játszó Robert Forster emlékének ajánlották. |     |                                                   |                   |                            |                                      |             |
| 42. | 2.  | 50% (50% Off)                                     | Norberto Barba    | Alison Tatlock             | 2020. február 24. 2020. június 11.   | 1,06 millió |
| Gus megzsarolja Nachót, hogy férkőzzön Lalo bizalmába és tudja meg, mit forgat a fejében, különben megöleti az apját. Két drogos, akik teljesen fellelkesültek Saul 50 százalékos kedvezményén, több napos ámokfutásba kezdenek a városban. Mikor kokaint akarnak venni Salamancáék egyik elosztóhelyéről, az anyag elakad az esőcsatornában. Balhézni kezdenek, ezért Krazy-8-nak kell kimennie a helyszínre. Váratlanul megérkezik a rendőrség és a drog épp akkor csúszik ki a csatornából, amiért letartóztatják. Nacho elnyeri Lalo bizalmát, amikor a házban maradt maradék drogért visszaszalad, mielőtt a rendőrség betörne az épületbe. Mike még mindig bűntudatos Werner halála miatt, egész nap iszik,és még az unokájára is ráripakodik, amikor az túl sokat kérdezget tőle az apjáról. Jimmy megpróbálja rendezni a viszonyát Kimmel, még egy nagyobb lakást is megnéznek közösen. Mint Saul, több tucat ügyfele ügyét simítja el a bíróságon, és egy általa megrendezett liftbe szorulás során kedvező alkukat csikar ki egy ügyésznőtől is. A bíróságon találkozik Howarddal is, aki ebédre hívja, és ez láthatóan megzavarja őt egy pillanatra. Ahogy kijön a bíróságról, Nacho megáll mellette kocsijával és arra kéri, szálljon be. |     |                                                   |                   |                            |                                      |             |
| 43. | 3.  | A rátermett (The Guy For This)                    | Michael Morris    | Ann Cherkis                | 2020. március 2. 2020. június 18.    | 1,18 millió |
| Nacho elviszi Sault Lalóhoz, aki megbízza őt egy üggyel. A feladat egyszerű: ki kell hoznia a börtönből Krazy-8-at, méghozzá anélkül, hogy eljárna a szája. Saul kitalál egy trükköt, ami felkelti a két DEA-ügynök, Hank Schrader és Steven Gomez figyelmét. Noha gyanítják, hogy trükkről van szó, szabadlábra helyezik, miután vállalja, hogy besúgó lesz és információkat ad át. A sikeres munkát követően Lalo további megbízásokat szeretne adni a jövőben. Nacho ki akarja vásároltatni az apját az üzletéből, hogy minél messzebbre költözhessenek az alvilágtól, aki viszont nem akar ebbe belemenni. Ezután Gushoz megy, hogy felfedje: Krazy-8 a drogelhárítás besúgója lett. Gus mégsem tesz semmit, mert tudja: ha így tenne, az is kiderülne, hogy van egy informátora Salamancáéknál is. Mike még mindig Werner halála miatt van kiakadva. Kimnek egy makacs ingatlan-tulajdonossal gyűlik meg a baja, aki nem hajlandó eladni a földjét, ahol a Mesa Verde szeretne építkezni. Bár először a cég által tett ajánlattal próbálja zsarolno, később négyszemközt megkeresi egy őszinte javaslattal, amivel segíthetne neki elköltözni, de az illető nem fogadja ezt el, mert csapdát gyanít. |     |                                                   |                   |                            |                                      |             |
| 44. | 4.  | Namaszté (Namaste)                                | Gordon Smith      | Gordon Smith               | 2020. március 9. 2020. június 25.    | 1,22 millió |
| Jimmy és Howard együtt ebédelnek, ahol Howard nyíltan felajánl neki egy állást a HHM-nél. Míg az ebéd során láthatóan nem is foglalkozik a dologgal, ezt követően három bowling-golyóval tönkreteszi Howard értékes kocsiját. Kim alternatív javaslatra próbálja meg rávenni a Mesa Verdét, hogy Mr. Ackersnek ne kelljen elköltöznie, amit nem fogadnak el, és mindenképp ki akarják lakoltatni őt. Ekkor lép akcióba Kim javaslatára Saul Goodman, aki elvállalja Mr. Ackers ügyét a Mesa Verdével szemben. Gus Victor és Diego segítségével biztosítja, hogy a DEA ráleljen azokra a nyomokra, amiket Krazy-8 súgott be nekik. Mike-nak megmondja a menye, hogy nem szeretné, ha egy ideig az unokájára vigyázna ilyen állapotban. Aznap este egy csapat korábbról ismert suhanc jól megveri, majd másnap egy ismeretlen pueblóban ébred. |     |                                                   |                   |                            |                                      |             |
| 45. | 5.  | Max emlékére (Dedicado a Max)                     | Jim McKay         | Heather Marion             | 2020. március 16. 2020. július 2.    | 1,45 millió |
| Mike egy Gus tulajdonában lévő ranchon ébred, ahol egy szökőkutat egykori barátja, Max emlékére dedikált. Dr. Barry Goodman ellátja a sebeit és azt mondja, hogy egy ideig itt kell maradnia. Később Gus is megérkezik és a segítségét kéri a Salamancák elleni háborújához. Azért kéri meg éppen őt, mert tudja: ő az egyetlen, aki megérti, miért bosszúszomjas. Jimmy időhúzással eléri, hogy csússzon Mr. Ackers kilakoltatása. Kim összeférhetetlenségre hivatkozva ki akar szállni az ügyből, de a Mesa Verde nem engedi. Mindeközben Jimmy azt hazudja Howardnak, hogy még gondolkodik a HHM ajánlatán. Úgy véli, Mr. Ackers ügyében előrelépés lehetne, ha a Mesa Verde igazgatójának, Kevinnek kiderülne valami piszkos ügye, ezért ismét felkeresi Sobchakot, a betörőt, hogy keressen a lakásában valami kompromittálót. Noha elsőre úgy tűnik, Kevin teljesen tiszta, Kim a fényképeken lát valamit, ami szerinte hasznos lehet. Ekkor már Schweikarték a másik ügyvédi iroda részéről is azt mondják, hogy Kimnek talán ki kellene szállnia az ügyből, mert nem csinálja teljes szívvel, amit ő visszautasít. |     |                                                   |                   |                            |                                      |             |
| 46. | 6.  | Wexler kontra Goodman (Wexler v. Goodman)         | Michael Morris    | Thomas Schnauz             | 2020. március 23. 2020. július 9.    | 1,4 millió  |
| Kim megmondja Jimmynek, hogy nem akarja, hogy megzsarolják Kevint, helyette inkább egyezséget javasol a cég és Mr. Ackers között. Jimmy belemegy, de mindenki általános megdöbbenésére az utolsó pillanatban közli, hogy fizessenek az ügyfelének 4 millió dollárt. Kiderült ugyanis, hogy a Mesa Verde a logójának a megtervezéséhez egy olyan képet használt fel, amihez nem kértek engedélyt. Ennek tudatában Jimmy komolyan megszorongatja Kevint, aki félve a komolyabb jogi következményektől, úgy dönt, fizet Mr. Ackersnek és a fotósnak is. Kim dühöng, és egy óvatlan pillanatban azt mondja Jimmynek: vagy szakítanak, vagy összeházasodnak, mert ezt így tovább nagyon veszélyes csinálni. Gus, Victor és Mike találkoznak Nachóval, aki felfedi, hogy Lalo el akarja mondani a rendőrségnek, hol vannak Gus dílerei. Miközben Gus megszabadul pár embertől, hogy semmiképp se találhassanak a nyomára, Mike elhinti a rendőröknek Lalo szerepét egy gyilkossági ügyben, akit ezért letartóztatnak. |     |                                                   |                   |                            |                                      |             |
| 47. | 7.  | JMM (JMM)                                         | Melissa Bernstein | Alison Tatlock             | 2020. március 30. 2020. július 16.   | 1,3 millió  |
| Jimmy és Kim összeházasodnak, így most már nincs törvényes akadálya annak sem, hogy az ügyeiket kibeszéljék egymás előtt. Lalót gyilkossággal vádolják meg, és Jimmyre marad a feladat, hogy kihozza. Azt ígéri neki, ha sikerrel jár, akkor a kartell barátja lesz. Jimmy el is mondja Kimnek ezt, és nem nagyon szeretné megerőltetni magát Lalo szabadulásáért. A Mr. Ackers elleni ügy után Kevin elgondolkodik azon, hogy megszabaduljon jogi képviselőitől, mire Kim a szemére veti, hogy sosem hallgat a tanácsaikra. Így végül megtartja őket. Mike elmondja Stacynek, hogy túlvan azon a problémán, ami a dührohamait okozta. Nacho elmondja Mike-nak, hogy Lalo azt akarja, hogy Nacho gyújtsa fel a Los Pollos Hermanos éttermet. Gus és a többi beavatott találkoznak Peter Schulerrel, a Madrigal igazgatójával. Gus elmondja neki és Lydiának, hogy áll a methlabor építése és még egy kis türelmét kéri. Ezután Nacho és Gus közösen gyújtják fel az éttermet. Saul a Mike-tól megszerzett információkat arra használja fel, hogy megvádolja a rendőrséget azzal: koholt bizonyítékot használnak fel Lalo ellen. Válaszul a nyomozó hatóság 7 milliós óvadékért cserébe szabadlábra helyezné, amire Lalo azt mondja, ki tudja fizetni. Howard összekap Jimmyvel, amiért az folyamatosan hárít és amiért tönkretette az autóját, válaszul Jimmy Howard szemére veti Chuck halálát és közli, hogy ő a HHM nélkül sokkal nagyobb babérokra tör. |     |                                                   |                   |                            |                                      |             |
| 48. | 8.  | A futár (Bagman)                                  | Vince Gilligan    | Gordon Smith               | 2020. április 6. 2020. július 23.    | 1,42 millió |
| Mexikóban a Salamanca ikrek összekészítik Lalo 7 millió dollárját, de egy informátor besúgja őket. Lalo azt szeretné, ha Jimmy személyesen menne el a pénzért egy előre megbeszélt helyre, és ezért 100 ezer dollárt kapna. Kim nem akarja elengedni, mert ő mégsem drogdílerek futára, de Jimmy azt mondja, nem lesz baj. Az ikrek leszállítják a pénzt és távoznak, Jimmyre viszont hamarosan ismeretlen alakok nyitnak tüzet. Elveszik a pénzét és meg akarják ölni, de Mike az utolsó pillanatban közbelép, és egy támadó kivételével, aki elmenekül, mindet megöli. Ketten indulnak tovább, de Jimmy kocsija feladja a harcot, így meg kell szabadulniuk tőle és gyalog kell továbbmenniük. Az éjszaka is az úton találja őket, és csak másnap tudnak továbbhaladni. Kim ideges lesz és megkérdezi Lalótól, hová küldte Jimmyt, de ő nem beszél, helyette elkezd gyanakodni arra, hogy meglépett a pénzével. Jimmyre és Mike-ra útközben újabb fegyveres támad, akitől csak együttes erővel tudnak megszabadulni. |     |                                                   |                   |                            |                                      |             |
| 49. | 9.  | A rossz döntések útja (Bad Choice Road)           | Thomas Schnauz    | Thomas Schnauz             | 2020. április 13. 2020. július 30.   | 1,51 millió |
| Jimmyt és Mike-ot egy kamionparkolóban felveszi Tyrus és Victor. Jimmy kifizeti Lalo óvadékát, majd azt hazudja, hogy egyedül volt, és mikor lerobbant a kocsija, hazagyalogolt. Lalo vissza akar térni Mexikóba. Gus megtudja, hogy az ismeretlen támadók Juan Bolsa emberei voltak, akik így akarták megvédeni Gus üzleti érdekeit. Jimmy hazudik arról, hogy mi történt vele, de Kim rájön amikor felfedezi a golyóval átlőtt bögréjét. Kim kilép a Schweikart & Cokely-től, hogy csak a pro bono ügyfelekre koncentrálhasson. Mike saját tapasztalataira hivatkozva azt mondja, a poszt-traumás stressz idővel el fog múlni. Lalo felfedezi Jimmy kocsiját, ezért inkább visszatér Albuquerque-be. Mike figyelmeztetni akarja Jimmyt, hogy Lalo már úton van a lakására. Készen áll arra, hogy lelője Lalót, ha arra kerülne a sor, egy mesterlövészpuskával. Lalo arra kéri Jimmyt, ismételje el, hogy is jött vissza a pénzzel, ugyanis golyónyomokat látott az autója oldalán. Kim közbelép, és azt mondja, lehet, hogy valakik szórakozásból lőtték szét a kocsit és lehordja Lalót, amiért nem bízik meg Jimmyben. Lalo elégedettnek tűnik a válasszal és elmegy. |     |                                                   |                   |                            |                                      |             |
| 50. | 10. | Valami megbocsáthatatlan (Something Unforgivable) | Peter Gould       | Peter Gould & Ariel Levine | 2020. április 20. 2020. augusztus 6. | 1,59 millió |
| Lalo távozása után Jimmy mindent őszintén elmesél Kimnek, ezután mindketten egy hotelben rejtőznek el. Mike elmondja Gusnak, hogy Nacho és Lalo Chihuahuába utaztak. Gus szerint Nacho segíthet a bérgyilkosoknak, akiket épp oda készül küldeni. Kim nem hajlandó bujkálni tovább, helyette elvállal 20 kirendeléses ügyet, és kilép a Schweikart & Cokely-től. Howard elmondja Kimnek Jimmy legutóbbi húzásait és figyelmezteti, hogy ne járjon a nyomában. Kim felbosszantja magát ezen, mondván, hogy el tudja maga is dönteni, mit tegyen. Mike elmondja Jimmynek, hogy meg fogják ölni Lalót, és ezt Jimmy elmondja Kimnek is. Kim azt mondja Jimmynek, hogy a még folyamatban lévő Sandpiper-ügyben szabotálják Howard munkáját, és így kereshetnek legalább kétmillió dollárt. Lalo bemutatja Nachót Don Eladiónak, aki áldását adja Nacho terveire a drogüzlettel kapcsolatosan. Nacho telefonhívást kap, hogy hajnali 3 órakor nyissa ki a hátsó kaput. Így is tesz, a bérgyilkosok pedig megtámadják Lalót. Azzal azonban senki nem számol, hogy Lalo egy kivételével mindegyiküket megöli, az egyetlen életben maradottnak pedig azt parancsolja, hogy mondja meg a megbízójának, hogy meghalt. Amikor Lalo meglátja, hogy Nacho eltűnt, idegesen hagyja el a házat. |     |                                                   |                   |                            |                                      |             |

## Hatodik évad (2022)
| Sor. | Év. | Cím                                      | Rendező            | Író                           | Premier                                | Nézettség   |
| --- | --- | ---------------------------------------- | ------------------ | ----------------------------- | -------------------------------------- | ----------- |
| 51. | 1.  | Bor és rózsák (Wine and Roses)           | Michael Morris     | Peter Gould                   | 2022. április 18. 2022. szeptember 8.  | 1,42 millió |
| A jelenben láthatjuk, ahogy Saul Goodman fényűző lakását megszállják a rendőrök és kipakolják, valamint lefoglalják az értékes vagyontárgyait, beleértve az ikonikus Cadillacjét. Ahogy egy szekrényt felraknak egy teherautóra, kinyílik egy fiók, és a földre esik Kim régi tequilaüveg-dugója. Gus azt javasolja Nachónak, hogy rejtőzködjön egy motelben, majd megtudja Juan Bolsától, hogy a Lalo elleni merényletkísérletben is segédkezett, ezért a kartell vérdíjat tűzött ki a fejére. Jimmy és Kim úgy döntenek, hogy egyezséget erőszakolnak ki a Sandpiper-ügyben, méghozzá úgy, hogy Howardot diszkreditálják. Miközben Howard az ügyvédkollégájával, Cliff Mainnel golfozik, Jimmy egy zacskó "kokaint" csempész az öltözőszekrényébe. Eközben Lalo visszatér a szállásadóihoz, majd megöli őket, azért, hogy a rá hasonlító férfi holttestét összekeverjék vele, és így halottnak higgyék. Azért azt elmondja Hectornak, hogy nagyon is életben van, és hogy Gust gyanítja a merényletkísérlet mögött. Hector azt javasolja, hogy szerezzen bizonyítékot. Lalo rájön, hogy a bizonyíték nem az Egyesült Államokban lesz, ezért felhagy azzal a szándékával, hogy átlépje az államhatárt. |     |                                          |                    |                               |                                        |             |
| 52. | 2.  | Beetetés (Carrot and Stick)              | Vince Gilligan     | Thomas Schnauz & Ariel Levine | 2022. április 18. 2022. szeptember 15. | 1,16 millió |
| Gus emberei kicserélik Nacho széfjét, amiben a hamis iratait meg némi pénzt tartott, egy tökéletes másolatra. Gus és Juan Bolsa megígérik Hectornak, hogy bosszút állnak Lalóért, de a férfi viselkedésével elárulja, hogy Lalo nagyon is él. Juan Bolsa feltöri Nacho széfjének másolatát, melyben megtalálja egy offshore bank számlaszámát, illetve a motelnek a telefonszámát, ahol Nacho bujkál. Az ikrek rögtön oda is mennek, ám egy tűzpárbajt követően Nachónak sikerül kereket oldania. Gus ezért túszul akarja ejteni az apját, hogy így kényszerítse ki, hogy feladja magát. Mike azonban ebbe nem hajlandó belemenni, ami feszültséget okoz. Később maga Nacho jelentkezik Mike-nál, hogy beszélni szeretne Gusszal. Jimmy találkozik régi ügyfeleivel, a Kettleman-házaspárral, és megkísérli meggyőzni őket, hogy lenne keresnivalójuk egy perben Howard ellen. Ők ekkor elmennek Clifford Mainhez, és a segítségét kérik, mert pert akarnak a nem szakszerű jogi képviselet miatt a korábbi ügyükben, éspedig a kokainozására hivatkozva. Clifford érdekellentét miatt nem vállalhatja az ügyet, ahogy más ügyvédek sem vállalják, azonban széles körben elterjed így a pletyka arról, hogy Howard kábítószerezik. Ezután Jimmyék megzsarolják Kettlemanéket, hogy hallgassanak a szerepükről ebben az egészben. Mindezidőalatt egy ismeretlen ember követi őket autóval. |     |                                          |                    |                               |                                        |             |
| 53. | 3.  | Kutyaszorítóban (Rock and Hard Place)    | Gordon Smith       | Gordon Smith                  | 2022. április 25. 2022. szeptember 22. | 1,16 millió |
| Nacho teherautója megsérült a tűzharcban, ezért bujkálni kényszerül. Miután egy szerelőhöz ér, felhívja az apját, majd Gust, és felajánlja, hogy feladja magát, ha cserébe az apjának nem esik bántódása. Jimmy és Kim a tervük következő lépéséhez egy pont ugyanolyan autót akarnak szerezni, mint Howardé, ám rájönnek, hogy még egyszerűbb dolguk lenne, ha magát Howard autóját szereznék meg. Eközben egy ügyész rájön, hogy Jimmy és Lalo, és így Nacho közt is kapcsolat volt. Elmondja Kimnek, hogy Lalo halott, és azt kéri, hogy győzze meg Jimmyt, hogy szolgáltasson információt a Salamancákról. Gus megszervezi Nacho becsempészését az Államokba, eközben Mike és Nacho felmentik Gust a merényletkísérlet gyanúja alól. Jimmy és Kim Huell segítségével egy kulcsot másoltatnak Howard autójához, valamint egy távirányítót a központi zárhoz. Ezalatt megtörténik a nagy találkozás: Mike lőtávolban helyezkedik el, miközben Gus átadja Nachót Hectornak és Juan Bolsának. Nacho azt mondja nekik, hogy az Alvarez drogkartell utasítására cselekedett, majd bevallja azt is, hogyan akarta megölni Hectort. Ahelyett, hogy megjátszaná a szökést és ezzel elérné, hogy Victor agyonlője őt, Nacho egy darab törött üveggel kiszabadítja magát, majd Juan Bolsa fegyverével öngyilkos lesz. |     |                                          |                    |                               |                                        |             |
| 54. | 4.  | Cserbenhagyás (Hit and Run)              | Rhea Seehorn       | Ann Cherkis                   | 2022. május 2. 2022. szeptember 29.    | 1,16 millió |
| Kim egy kávézóban találkozik Cliff Main-nel, miközben Jimmy magát Howardnak álcázva elköti a kocsiját. Ezután felveszi Wendyt, a prostituáltat egy motelnél, majd megjátssza, hogy kituszkolja őt egyenesen Kim és Cliff szeme láttára, hogy azt a látszatot keltse, hogy örömlányoknak szokott fizetni. Kim észreveszi, hogy egy autó követi őt mindenhová. Jimmy azt tapasztalja, hogy a bíróságon igen rossz hírnévre tett szert azért, mert elvállalta Lalo védelmét, viszont a bűnözők körében igencsak megnőtt az ázsiója és mindenki őt akarja. Mivel a hatalmas forgalom miatt ott kell hagynia a körömszalont, új irodát keres. Miután Kimnek ismét feltűnik, hogy követik, kérdőre vonja őket. Mike lesz az, aki elmagyarázza neki, hogy mi ez az egész: az emberek neki dolgoznak, ugyanis Lalo valószínűleg még életben van, és mindenkit szemmel tartanak, akivel megpróbálhatja felvenni a kapcsolatot. Kimet ez láthatóan felzaklatja, mégsem mondja el Jimmynek, amikor az az új iroda miatt lelkendezik. Eközben Gus a szomszéd házban, amit egy alagúttal kötött ossze az övével, felépíti a bázisát, aminek segítségével Lalo után kutat. |     |                                          |                    |                               |                                        |             |
| 55. | 5.  | Kék-zöld foltok (Black and Blue)         | Melissa Bernstein  | Alison Tatlock                | 2022. május 9. 2022. október 6.        | 1,22 millió |
| Mind Kim, mind Gus pánikba vannak esve Lalo várható visszatérésétől. Kim még mindig nem mondja el Jimmynek, amit megtudott. Eközben Jimmy újra felveszi Francescát titkárnőnek, Kim pedig megtudja a bíró nevét, aki a Sandpiper-ügyet fogja tárgyalni. Howard sikeresen meggyőzi az idősotthon lakóit, hogy ne kössenek idő előtt egyezséget. Miután Cliff kérdőre vonja a kábítószerhasználat és a prostituáltak ügyében, Howard rájön, hogy Jimmy machinációinak az áldozata. Ezért kihívja egy bokszmeccsre, ahol el is veri, majd közli, hogy reméli, hogy ezzel lezárták egymással az ügyet. Valójában egy magánnyomozót küld Jimmyékre. Eközben Kim nyugtázza, hogy egyelőre minden a terv szerint halad. Gus az építés alatt álló methlaborban elrejt egy pisztolyt. Lalo álnéven Németországba utazik, majd megkeresi Werner özvegyét, hogy információkat tudjon meg. Másnap betör a házába, ahol talál egy műanyag szobrot, ami Werner stábjától kapott ajándék volt, és az aljába bele van karcolva a készítő neve. |     |                                          |                    |                               |                                        |             |
| 56. | 6.  | Nincs megállás (Axe and Grind)           | Giancarlo Esposito | Ariel Levine                  | 2022. május 16. 2022. október 13.      | 1,13 millió |
| Howardnak jelenti a magánnyomozó, hogy Jimmy és Kim életében minden teljesen átlagos, leszámítva azt, hogy egyik nap felvettek húszezer dollárt. Ők ketten megkeresik Dr. Calderát, és különleges drogot kérnek tőle, a tervük folytatása érdekében. Caldera megmutatja nekik a titkosított könyvét, amiben bűnözőkkel való kapcsolattartási adatai vannak. Jimmy és a filmes stábja fotósorozaton örökítenek meg egy színészt, akit beöltöztetnek Rand Casimirónak, a Sandpiper-ügy mediátorának. Cliff meghívja Kimet egy találkozóra Santa Fébe, ahol történetesen egy olyan alapítvány kuratóriumi tagjaival tárgyalhatna, akik éppen olyan pártfogó ügyvédi szolgáltatot finanszíroznak, mint amilyen ügyeket ő is szeret vinni. A gond csak az, hogy a találkozó időpontja egybeesik azzal, amikor Howarddal szemben véghez akarják vinni a tervüket. Jimmy azt mondja neki, hogy nyugodtan menjen, mert nélküle is meg tudja oldani a dolgot. Ám nem sokkal később összefut Casimiróval, és döbbenten veszi észre, hogy be van gipszelve a karja, ami a fotókon természetesen nem látható. Így hát Kimnek is le kell mondania a találkozót és vissza kell térnie. Mindezalatt Németországban Lalo kinyomozza, hol lakik Casper, Werner egykori embere, és egy rövid küzdelmet követően kivallatja arról, hogy milyen munkát végeztek. |     |                                          |                    |                               |                                        |             |
| 57. | 7.  | Terv és végrehajtás (Plan and Execution) | Thomas Schnauz     | Thomas Schnauz                | 2022. május 23. 2022. október 20.      | 1,19 millió |
| A Sandpiper-ügy meditációs tárgyalásának napján Jimmy és Kim kénytelenek rohamtempóban új fényképfelvételeket kreálni a színésszel, ezúttal a törött karját is belevéve. Ezután átadják a képeket Howard magánnyomozójának, aki igazából mindvégig nekik dolgozott. Mikor Howard átveszi a fényképeket, azok preparálva vannak egy különleges szerrel, amitől kitágulnak a pupillái, kábítószer-használatra utaló külsőt kölcsönözve. A képeken egyébként az látszik, ahogy Jimmy átad az illetőnek húszezer dollárt. A tárgyalás alkalmával Howard döbbenten ismeri fel Casimirót, és megvádolja azzal, hogy vesztegetési pénzt fogadott el Jimmytől. Megpróbálja a fotókat bizonyítékként bemutatni, de hiába, mert addigra kicserélték őket. A viselkedése miatt azonban botrányba fullad a tárgyalás, és mind ő, mind Main kénytelenek egyezséget kötni, de jóval kevesebbért, mint amire eredetileg számíthattak volna. Közben Lalo megérkezik Albuquerque-be, és elkezdi megfigyelni a methlabornak otthont adó mosodát. Felfedezve, hogy Gus lehallgatja Hector telefonjait, felhívja őt, és közli vele, hogy aznap éjjel megtámadja Gust. Mike az erről készült felvételt lejátssza Gusnak, majd megerősíti a védelmét. Howard összerakja az egész szélhámos trükközést az elejétől a végéig, és elmegy Jimmyhez és Kimhez, hogy kérdőre vonja őket, hogy miért tették ezt. Hamarosan Lalo is megérkezik, ugyancsak vallatási szándékkal, és hidegvérrel agyonlövi Howardot. |     |                                          |                    |                               |                                        |             |
| 58. | 8.  | Céloz és lő (Point and Shoot)            | Vince Gilligan     | Gordon Smith                  | 2022. július 11. 2022. október 27.     | 1,16 millió |
| Az évad második felének nyitóepizódjában Lalo megmondja Jimmynek, hogy hol lakik Gus, és hogy nagyjából hogy néz ki a háza belülről - mindezt azért, mert azt követeli tőle, hogy menjen oda és ölje meg. Jimmy meggyőzi Lalót, hogy inkább Kimet küldje, majd őt odakötözi egy székhez és távozik. Kimet a bejáratnál Mike fogadja, akinek elmondja, hogy miért van itt, így Mike a lakásukra küldi az embereit. Amikor Kim elmondja, hogy Lalo beleegyezett, hogy cseréljenek Jimmyvel, Gus rájön, hogy az egész akció csak elterelés, és a mosodába megy. Lalo meglepi Gust a mosodában, megöli a testőreit, majd arra kényszeríti, hogy mutassa meg videofelvételen a methlabort Don Eladiónak. Gus kikapcsolja az áramot, majd a korábban elrejtett fegyverrel lelövi Lalót, habár ő maga is megsérül. Mike és az emberei elhozzák a lakásról Howard holttestét, majd úgy intézi, hogy öngyilkosságnak tűnjön a dolog - ezután megkéri Jimmyt és Kimet, hogy az este eseményeiről senkinek ne beszéljenek, de Howard kokainfüggőségéről egész nyugodtan. Ezután Howard és Lalo holttestét is a methlabor padlója alá temetik. |     |                                          |                    |                               |                                        |             |
| 59. | 9.  | Móka és kacagás (Fun and Games)          | Michael Morris     | Ann Cherkis                   | 2022. július 18. 2022. november 3.     | 1,22 millió |
| Gus sikeresen győzi meg Don Eladiót, Hector ellenkezése ellenére, hogy semmi köze Lalo halálához. Don Eladio úgy dönt, hogy a várostól délre lévő terület a Salamancáké, az északi pedig, habár közvetlen kartell-felügyelet alatt, de Gusé. Gus megragadja magának az alkalmat, hogy egy kicsit lazítson egy bárban, de nem sokáig, mert rögtön a methlabor befejezését kezdi el tervezgetni. Mike meglátogatja Nacho apját, hogy közölje vele a fia halálhírét, de az öreg undorral reagál és azt mondja Mike-nak, hogy ő sem különb, mint a többi bűnöző. Howard virrasztásán Jimmy és Kim megtudja, hogy a HHM-nél leépítések kezdődnek és új nevet is kap az iroda. Kim hazudik az özvegyének az állítólagos kábítószer-használatról, másnap pedig úgy dönt, hogy befejezi az ügyvédkedést, és elhagyja Jimmyt is, mert úgy érzi, rossz hatással vannak egymásra. Ezt követően nem sokkal végbemegy Jimmy teljes átalakulása Saul Goodman-né: beköltözik a villába, megszerzi az áhított Cadillacet, és megnyitja irodáját is. |     |                                          |                    |                               |                                        |             |
| 60. | 10. | Nippy (Nippy)                            | Michelle MacLaren  | Alison Tatlock                | 2022. július 25. 2022. november 10.    | 1,2 millió  |
| A történet 2010-ben folytatódik tovább. Jimmy itt már mint Gene Takavic él, és összebarátkozik Marionnal, Jeff anyjával (a taxis, aki felismerte őt). Mikor Jeff kérdőre vonja, hogy mit keres náluk, Gene azt mondja, hogy ajánlatot tesz neki: ha hallgat az identitásáról, segít neki trükkökkel kirámolni egy üzletet a plázában, ahol dolgozik. Jeff belemegy, Gene pedig a saját részét úgy veszi ki az egészből, hogy összebarátkozik a biztonsági őrökkel és lyukat beszél a hasukba. Jeffnek és haverjának nagyon kevés ideje van kihozni a holmikat, ráadásul akció közben elesik és beveri a fejét. Hogy időt nyerjen, Gene idegösszeomlást szimulál. Miután sikerrel jár az akciójuk, Gene figyelmezteti őket, hogy eztán maradjanak távol tőle, mert feldobja őket a rendőrségen, még azon az áron is, ha emiatt őt is elfogják. A trükk sikerén nekibátorodva Gene magához próbál egy Saul Goodman-stílusú öltönyt, de aztán mégsem veszi meg. |     |                                          |                    |                               |                                        |             |
| 61. | 11. | Breaking Bad (Breaking Bad)              | Thomas Schnauz     | Thomas Schnauz                | 2022. augusztus 1. 2022. november 17.  | 1,34 millió |
| 2008-ban Saul Goodmant elrabolja Walter White és Jesse Pinkman, hogy rákényszerítsék: vállalja el ismerősük, Badger ügyét. Saulnak nem tart sokáig, hogy kinyomozza, hogy Walter a hírhedt Heisenberg, aki metamfetamin gyártásával foglalatoskodik - majd Mike-tól többet is megtud róla, beleértve azt, hogy rákos. Habár Mike ellene van, hogy vele dolgozzon, Sault lenyűgözi az általa gyártott anyag tisztasága, és pénzt szimatol. 2010-ben Gene felhívja Francescát, aki közli, hogy az FBI mindent lefoglalt, és hogy Kim egyszer felhívta őt telefonon, utána érdeklődve. Gene felhívja Kimet Floridában, és bár nem tudjuk meg, miről beszéltek, érzelmileg láthatóan felzaklatja a dolog. Gene ezután újabb balhékra invitálja Jeffet és Buddyt, melynek kezdetén az áldozatot le kell itatniuk. Jeff hazaviszi a taxijával a célpontokat, akik kábítószerrel preparált folyadék elfogyasztása után eszméletlen állapotba kerülnek, majd Buddy lefényképezi az irataikat és jó pénzért eladják azokat. Az egyik ilyen akció során Gene megtudja, hogy a célpont rákos, és emiatt meginog. Mégsem ő, hanem Buddy tagadja meg a közreműködést, és ezután Gene arra kényszeríti Jeffet, hogy menjenek a célpont lakására és törjenek be. |     |                                          |                    |                               |                                        |             |
| 62. | 12. | Mint a záporeső (Waterworks)             | Vince Gilligan     | Vince Gilligan                | 2022. augusztus 8. 2022. november 24.  | 1,32 millió |
| Visszaemlékezésben láthatjuk, ahogy Kim felkeresi Jimmyt, kitöltetni a válási papírokat, és közben találkozik Jesse Pinkmannel. 2010-be visszatérve láthatjuk, mi történt Kimmel: Floridában él, egy öntözőberendezéseket gyártó vállalkozásnál dolgozik, és az élete rettenetesen unalmas és egyhangú. Jimmy felhívja őt egy nap, hogy utána érdeklődjön, de Kim csak annyit mond neki, hogy adja fel magát. Jimmy dühöngeni kezd a telefonban, és közli vele, hogy ha annyira gyötri a lelkiismeret, akkor nyugodtan adja ő fel magát, hiszen már úgyis halott mindenki, aki benne volt. Ennek hatására Kim bűntudatos lesz, visszautazik Albuquerque-be, ahol írásbeli vallomást ad át Howard özvegyének, amiben leírja, hogy ő és Jimmy mi mindent tettek, hogy tönkretegyék Howardot, és hogy ez hogyan vezetett a halálához. Hazafelé tartva a buszon idegösszeomlást kap. Közben Gene alig tud megszökni a következő áldozatuk házából, miközben Jeffet elfogja a rendőrség és őrizetbe veszik betöréses lopásért. Gene-nek Marion segítségét kell kérnie, hogy kihozzák a férfit, csakhogy gyanúsan sokat tud a jogi dolgokról, ezért Marion rákeres az interneten és felfedezi a valódi identitását. Miután Gene erőszakkal próbálja rávenni őt, hogy hallgasson, a nő megnyomja a segélyhívója gombját, így Gene-nek menekülnie kell. |     |                                          |                    |                               |                                        |             |
| 63. | 13. | Saulnak vége (Saul Gone)                 | Peter Gould        | Peter Gould                   | 2022. augusztus 15. 2022. december 1.  | 1,8 millió  |
| Visszaemlékezésekben láthatjuk, ahogy Saul megkérdezi Mike-ot, Waltert, és Chuckot, hogy mit csinálnának másként, ha visszamennének az időben. Mike azt mondja, nem fogadta volna el az első kenőpénzt, mert így nem lett volna korrupt zsaru, és a fiának se kellett volna meghalnia. Walter csak annyit felel, hogy megbánta, hogy a múltban otthagyta a Schwartzékkal közös cégét. Chuck szerint pedig sose késő, hogy az öccse másként lássa a dolgokat. 2010-be visszatérve végül elfogják Jimmyt, aki nem tanúsít ellenállást. Telefonon egykori bírósági nemezisét, az ügyészből ügyvéddé lett Bill Oakleyt hívja, hogy lássa el a védelmét. Jimmy először többszörös életfogytiglanra számíthat, amit alkuval előbb megpróbál levinni 30 évre, majd amikor Marie, Hank özvegye is megjelenik egy tárgyaláson, a jelenlétében sikerül meggyőznie a bíróságot, hogy Walter White kényszerítette mindenre, így az egész ügyet megúszhatná hét és fél év fogházzal. Sőt még lejjebb tornázhatná ezt, ám amikor szóba kerül, hogy tud dolgokat Howard haláláról, már nem veszik komolyan - nem tudja ugyanis, hogy Kim nem sokkal korábban már tett egy írásbeli vallomást a témában, és most Howard özvegye polgári pert akar indítani ellene. Jimmy csellel eléri, hogy hozzák el Kimet a tárgyalására, mert őt is érintő dolgokról akar beszélni. Kim, aki ekkor ismét jogászként dolgozik, meg is jelenik, mire Jimmy nyilvánosan elismeri, hogy mindent, amit Walter White mellett csinált, önként, saját elhatározásából tett. Vallomása végén még elismeri, hogy közvetetten köze volt bátyja halálához is, és ismét Jimmy McGillként hivatkozik magára. Vallomása hatására elveszti a vádalku kedvezményét, és 86 évre ítélik, amit a legszigorúbb állami börtönben kell letöltenie. Mégsincs rossz dolga, mert a rabok odabent ismerik a reklámjairól és összebarátkozik velük. Kim meglátogatja odabent, és egy cigaretta mellett végül békésen válnak el. |     |                                          |                    |                               |                                        |             |